# Chalybion ammophiloides
Chalybion ammophiloides är en biart som beskrevs av Hensen 1988. Chalybion ammophiloides ingår i släktet Chalybion och familjen grävsteklar. Inga underarter finns listade i Catalogue of Life.